# Klaus Streckenbach
Klaus Streckenbach (ur. 6 września 1960) – niemiecki lekkoatleta specjalizujący się w rzucie młotem. W czasie swojej kariery reprezentował Niemiecką Republikę Demokratyczną.
Największy sukces na arenie międzynarodowej odniósł w 1979 r. w Bydgoszczy, zdobywając brązowy medal mistrzostw Europy juniorów, z wynikiem 66,24 m (za Igorem Nikulinem i Jurijem Pastuchowem). 
Rekord życiowy w rzucie młotem: 71,72 – Berlin 08/06/1983